# Randolph, Kansas
Randolph är en ort i Riley County i Kansas. Vid 2010 års folkräkning hade Randolph 163 invånare.